# Eupsophus
Eupsophus (лат.) — род бесхвостых земноводных из семейства Cycloramphidae, распространённых в Чили и Аргентине. Ареал ограничен лесными районами Патагонии.

## Размножение
У большинства видов головастики развиваются без внешних источников пищи во временных водоёмах, размещённых в небольших дуплах,  лесной подстилке или отверстиях в конце затопленных тоннелей. Самцы поют из нор и могут вступить в дуэт с ближайшими соседями . Также, они проявляют родительскую заботу — самцы остаются у кладки, а позже и с головастиками, что ведёт к значительной потере их веса.

## Классификация
На январь 2023 года в род включают 10 видов:
- Eupsophus altor Nunez, Rabanal, and Formas, 2012
- Eupsophus calcaratus (Gunther, 1881)
- Eupsophus contulmoensis Ortiz, Ibarra-Vidal, and Formas, 1989
- Eupsophus emiliopugini Formas, 1989
- Eupsophus insularis (Philippi, 1902)
- Eupsophus migueli Formas, 1978
- Eupsophus nahuelbutensis Ortiz and Ibarra-Vidal, 1992
- Eupsophus roseus (Dumeril and Bibron, 1841)
- Eupsophus septentrionalis Ibarra-Vidal, Ortiz, and Torres-Perez, 2004
- Eupsophus vertebralis Grandison, 1961